# Lymantria praetermissa
Lymantria praetermissa este o specie de molii din genul Lymantria, familia Lymantriidae, descrisă de Collenette 1933 Conform Catalogue of Life specia Lymantria praetermissa nu are subspecii cunoscute.